# Fernando Gomes da Silva
Fernando Manuel Van-Zeller Gomes da Silva GCMAIC (Lisboa, São Jorge de Arroios, 20 de julho de 1938) é um engenheiro agrónomo e político português.

## Biografia
Filho de Virgílio Ramos Gomes da Silva e de sua mulher Laura van Zeller Pereira Palha (8 de Março de 1907 - ?), de ascendência Holandesa e Alemã.
Foi responsável pelo Ministério da Agricultura, do Desenvolvimento Rural e das Pescas de 28 de outubro de 1995 a 3 de outubro de 1998.
Em 1996, enquanto ministro, em plena crise da doença das vacas loucas, comeu mioleira de vaca num restaurante, no Luxemburgo, argumentando, na sua perspetiva, que, em locais onde a doença não proliferava, não havia risco de comer carne bovina, tendo sido criticado em particular por António Campos, que, enquanto deputado do PS ao Parlamento Europeu, procurava colocar na agenda a crise da doença das vacas loucas, contra os interesses de criadores pecuários e de talhantes. A legislação europeia contra a crise da doença das vacas loucas apenas seria aprovada em 1998. Fernando Gomes da Silva garantiu, em 2010 e em 2015, que repetiria o ato de comer mioleira de vaca em situação de crise sanitária relativamente à carne bovina, argumentando com o sentido pedagógico do gesto, que, na sua perspetiva, terá sido incompreendido devido à "histeria" e à falta de perceção do público acerca da matéria em causa. Em 1996, juntou-se a uma manifestação de agricultores, em frente ao Ministério da Agricultura, em Lisboa, contra a aprovação de uma medida da Política Agrícola Comum da União Europeia, que, enquanto ministro, não havia conseguido impedir em reunião do Conselho da União Europeia.
Ainda em 1996, o jornal O Independente publicou notícias referentes a alegados favorecimentos de Fernando Gomes da Silva, enquanto ministro, nomeadamente pela vitória, em abril de 1996, de uma empresa do filho de Fernando Gomes da Silva num concurso do Ministério da Agricultura destinado à avaliação da aplicação de fundos comunitários no setor da Agricultura em Portugal. Em 1999, foi acusado pelo Ministério Público de fraude na obtenção de subsídio, tendo o jornal O Independente noticiado a existência de um relatório da Companhia das Lezírias dando conta do envolvimento de Fernando Gomes da Silva na falsificação de faturas no valor de 9630 contos (cerca de 48 150 euros). Não foi dado seguimento a esta acusação.
A 17 de Janeiro de 2006 foi agraciado com a Grã-Cruz da Ordem Civil do Mérito Agrícola, Industrial e Comercial Classe Agrícola.
O seu filho, Francisco Gomes da Silva, foi secretário de Estado das Florestas e do Desenvolvimento Rural do XIX Governo Constitucional (PSD/CDS-PP) entre 2013 e 2014.